# 林素英
林素英（韓語：임소영，曾譯為「林曉英」、「林昭英」，1984年4月10日—），韓國女演員、模特，曾在中國留學，為圓夢返國。2005年至2007年間為JYP娛樂旗下女演員，2006年曾與朴軫永及Rain共同演出BMW的20分鐘音樂微電影「BMW meets truth」作為宣傳，在父親過世後協議解約。

## 演出作品

### 電視劇
- 2006年：MBC《朱蒙》飾 芙英
- 2007年：MBC Dramanet《別巡檢1》
- 2010年：MBC《快樂我的家》飾演 韓素莉

### 電影
- 2010年：《感應》

### MV
- 2006年：Neol《全部都是你》
- 2008年：JOO《因為男人》

## 外部連結
- 個人網站 （英文）